# Livstråd
|  | Denne artikel er oprettet af botten PalnaBot ud fra en ekstern database. Den kan derfor have sproglige fejl eller mangler. Denne skabelon kan fjernes efter kontrol af indholdet. |

Livstråd er en film instrueret af Mette-Marie Trier.

## Handling
En iscenesættelse af myten om de 3 skæbnegudinder, der spinder menneskets livstråd.